# Яковлєв Йоан Ігорович
Йоан Ігорович Яковлєв (ест. Ioan Yakovlev; нар. 19 січня 1998, Нарва, Естонія) — естонський футболіст, півзахисник клубу «Левадія» та національної збірної Естонії.

## Клубна кар'єра
Уродженець Нарви Йоан вихованець клубів «Калев» (Сілламяе) та ФКІ Левадія. У 2014 виступав за юнацьку команду «Зеніт» (Санкт-Петербург).
З 2015 виступає за естонські команди, зокрема «Левадія ІІІ», Левадія-2, «Транс» (Нарва), а також «Калев» (Таллінн).
З 2019 по 2021 Йоан захищає кольори іспанських комнд нижчих дивізіонів «Арандіна» та «Торріхос».
Влітку 2022 повернувся до Естонії, де виступав за добре знайомий «Калев» (Таллінн) у складі якого він став гравцем місяця. 15 жовтня 2022 забив гол у ворота «Пайде», який був визнаний найкращим в жовтні. За підсумками чемпіонату в активі півзахисника 33 гри, 6 голів та 13 результативних передач.
У грудні 2022 Яковлєв підписав контракт з клубом «Левадія» на два роки.

## Збірна
У жовтні 2022 відмовився від громадянства Росії та набув громадянство Естонії.
8 січня 2023 року дебютував у складі національної збірної Естонії у товариському матчі проти збірної Ісландії, гра завершилась внічию 1–1.
11 жовтня 2024 року забив свій перший гол за збірну Естонії в матчі Ліги націй УЄФА проти збірної Азербайджану, гра завершилася перемогою естонців з рахунком 3–1.

## Титули і досягнення
- Чемпіон Естонії (1):

«Левадія»: 2024
- Володар Кубка Естонії (1):

«Левадія»: 2023–2024
Індивідуальні
- Мейстріліга гравець місяця: травень 2022[2]
- Мейстріліга гол місяця: жовтень 2022[10]